# Den Leoninske Mur
Den Leoninske Mur (italiensk: Mura Leonine) er en bymur, der indesluttede den del af byen Rom, der var kendt som Civitas Leonina (dansk: "Leo's by") i middelalderen. Muren blev bygget på ordre af pave Leo IV i det 9. århundrede. I dag består består dette område af Vatikanstaten og den romerske bydel Borgo.   
Dette område lå på den modsatte side af Tiberen fra Roms syv høje og havde ikke været indesluttet af den antikke bys Aurelianske Mure, som var blevet opført mellem 271 og 275. Efter at kristendommen var blevet fremtrædende og det Vestromerske Rige var kollapset, måtte området forsvares gennem opførelsen af en ny mur, da den husede Peterskirken.

## Historie
Den Leoninske Mur blev bygget af pave Leo IV efter plyndringen af den gamle Peterskirke af arabiske røvere i 846. Bygget fra 848 til 852 som den eneste udvidelse, der nogensinde er foretaget af Roms mure, omkransede denne tre kilometer lange mur fuldstændig Vatikanhøjen for første gang i sin historie. Et mislykket forsøg var blevet gjort af Leo III, men uroligheder i byen havde suspenderet arbejdet, og romerne havde demonteret de sektioner, der var blevet påbegyndt, og brugt dem i private konstruktioner. Pave Leo IV fik sikret finansiering til at bygge muren gennem en kejserlig frankisk donation. Muren løb i en omsluttende U-form fra flodbredden ved Hadrians Mausoleum – senere kendt som Castel Sant'Angelo – op ad skråningerne af Vatikanhøjen, der omkranser basilikaen og løb igen ned til floden. Muren var bygget af tuf og fliser, var 40 fod høj og havde 44 tårne. Det massive runde hjørnetårn, der stadig kroner Vatikanets bakke, har sin oprindelse i denne konstruktionsperiode.
Tre nye porte gav adgang til den nyligt lukkede Borgo. To lå i det stræk af muren, der førte tilbage fra Castel Sant'Angelo: en lille bagport bag det befæstede mausoleum – kaldet Posterula S. Angeli og senere, fra dens nærhed til Castello, Porta Castelli – og en større, den vigtigste port, som kejserne gik igennem, nær kirken St. Peregrino – kaldet Porta Peregrini, senere Porta S. Petri. En tredje port åbnede til rioen Trastevere. En festival fejrede den officielle færdiggørelse af muren d. 27. juni 852.
Derudover blev der bygget kædetårne langs floden Tiberen for at afvise saracenernes angreb fra vandet.
I 1083 – efter at have nægtet at krone Henrik IV som den næste tysk-romerske kejser – befandt pave Gregor VII sig selv under belejring i byen. Efter at Henry havde indtaget byen flygtede Gregory til Castel Sant'Angelo. Gregory tilskrev tabet af byen til hungersnød og uagtsomhed og ikke så meget til "modet fra Henrys mænd".
Senere blev der foretaget forbedringer til muren under pave Pius IV (r. 1559–1565), da den Leoninske Mur nogle gange blev brudt. Yderligere tre porte var blevet åbnet i muren.
I 1870 – da de militære styrker fra Kongeriget Italien erobrede Rom og væltede det, der var tilbage af Kirkestaten – havde den italienske regering til hensigt at tillade paven at beholde bydelen som en lille rest af Kirkestaten. Pave Pius IX ville dog ikke gå med til den ordning, og der var således en 59-årig "standoff-periode, hvor paverne betragtede sig selv som "fanger i Vatikanet". Det hele blev afgjort i 1929 ved Lateran-traktaten, som anerkendte Vatikanstatens suverænitet og uafhængighed.